# Gemeinde Železniki

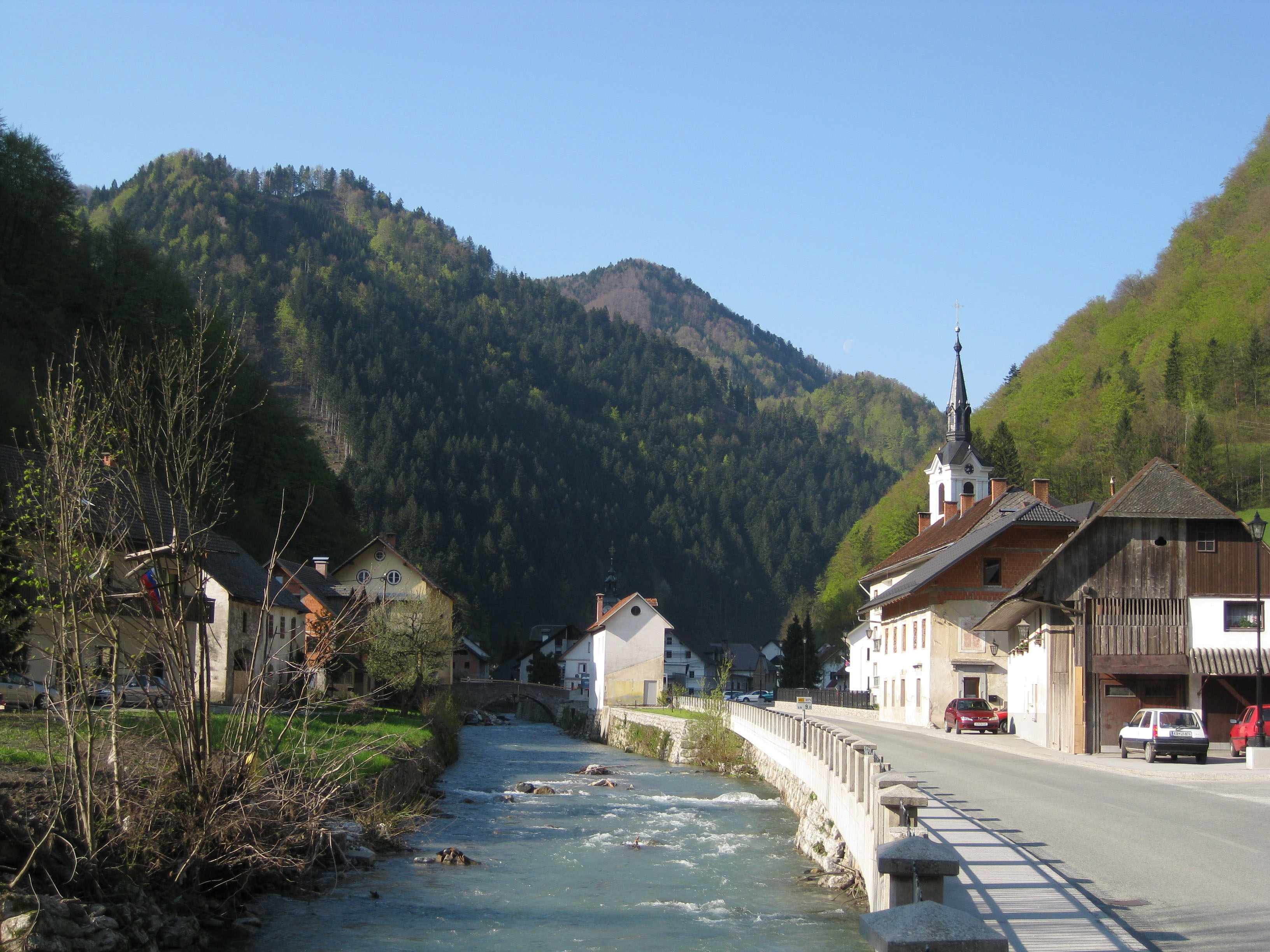
Železniki

Die  Gemeinde Železniki (deutsch: Eisnern) ist eine 30 Ortschaften umfassende Gemeinde in der historischen Landschaft Oberkrain, Region Gorenjska in Slowenien. Hauptort ist die Ortschaft Železniki.

## Lage
Zur Gemeinde Železniki gehören 30 Ortschaften im Selzacher Tal (Selška dolina), etwa 40 km von Ljubljana entfernt.

## Sehenswürdigkeiten
- Historischer Hochofen und Museum[4]
- Ausflugsziele rund um Železniki auf komoot.de[5]

## Ortschaften
(In Klammern die vor 1918 gebräuchlichen, deutschsprachigen Ortsbezeichnungen)
- Davča (Deutschau)
- Dolenja vas (Baiersdorf)
- Dražgoše (Draschgosche)
- Golica (Golitsch)
- Kališe (Gallischach bei Eisnern)
- Lajše (Laschich)
- Martinj Vrh (Martinsberg)
- Ojstri Vrh (Osterberg)
- Osojnik (Oßoinig)
- Podlonk (Langenau)
- Podporezen (Podporsen)
- Potok (Bach bei Eisnern)
- Prtovč (Wolkenperg)
- Ravne (Raunach)
- Rudno (Slowenien) (Deutschenberg)
- Selca (Selzach)
- Smoleva (Schmalau)
- Spodnja Sorica (Unterzarz)
- Spodnje Danje (Unterhuben)
- Studeno (Kaltenfeld in der Oberkrain)
- Topolje (Topolach in der Oberkrain)
- Torka (Slowenien) (Torchberg)
- Zabrdo (Unterhoheneck)
- Zabrekve (Sabrekau)
- Zala (Sallach)
- Zali Log (Deutschstuben )
- Zgornja Sorica (Oberzarz)
- Zgornje Danje (Oberhuben)
- Železniki (Eisnern)

## Nachbargemeinden
| Gemeinde Bohinj | Gemeinde Bohinj, Stadtgemeinde Kranj        | Stadtgemeinde Kranj  |
| Gemeinde Tolmin | Kompassrose, die auf Nachbargemeinden zeigt | Gemeinde Škofja Loka |
| Gemeinde Cerkno | Gemeinde Gorenja vas-Poljane                | Gemeinde Škofja Loka |

## Persönlichkeiten
- Alois Homan (1808–1891), österreichischer Bezirksvorsteher und Politiker
- Franjo Gartner (1904–1992), Radrennfahrer